# 八穀五
鹿豹座7，又名BD+53 829，HD 31278、SAO 24929、HR 1568，是鹿豹座的一颗恒星，视星等为4.47，位于銀經154.47，銀緯6.68，其B1900.0坐标为赤經4h 49m 16s，赤緯+53° 6.68′ 32″。